# Андрейковське сільське поселення
Андрейковське сільське́ посе́лення (рос. Андрейковское) — муніципальне утворення в складі Вяземського району Смоленської області, Росія. Адміністративний центр — Андрейково.
Населення — 1592 особи (2007).

## Склад
До складу поселення входить 6 поселень:
| Населений пункт | Населення, осіб (рік) |
| --------------- | --------------------- |
| Андрейково      | 1589 (2011)           |
| Вольські Дачі   | 5 (2007)              |
| Грідіно         | 42 (2007)             |
| Ручейки         | 7 (2007)              |
| Рябцево         | 7 (2007)              |
| Федяєво         | 8 (2007)              |